# Hjalmar Danielsson
Carl Hjalmar Danielsson, född 21 juli 1881 i Gladhammars församling, Kalmar län, död 5 maj 1955 i Sankt Matteus församling, Stockholms stad, var en svensk pastor, författare, radiopionjär och missionsföreståndare inom Svenska Baptistsamfundet.
Hjalmar Danielsson verkade som pastor i Eskilstuna baptistförsamling 1911–1921 och där döptes 412 personer i den perioden. Sedan kom Danielsson till Stockholm och tidigt insåg han  genomslagskraften i etermedia. Han blev en välkänd radiopastor och nådde ut till tusentals med andakter och gudstjänster via radio. De första radiosändningarna gick ut från Betelkapellet i Stockholm 1925.
Hjalmar Danielsson valdes 1932 till Svenska Baptistsamfundets första missionsföreståndare. Han är begravd på Norra begravningsplatsen utanför Stockholm.